# Redut-Antiterror

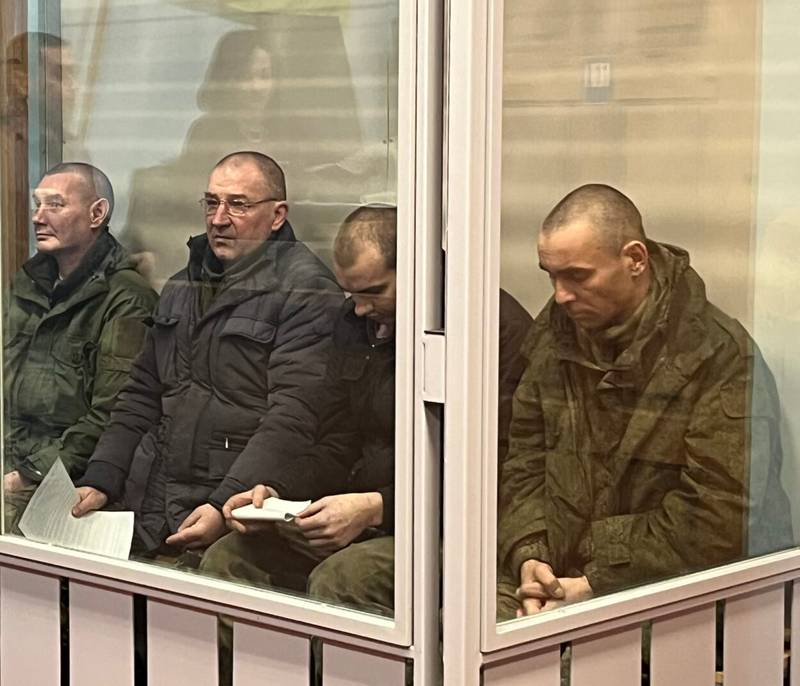
Zwei Redut-PMC und zwei GRU Kämpfer vor dem Bezirksgericht Kobelewskij in der Oblast Poltawa

Redut-Antiterror (russisch ЧВК Редут) ist ein russisches privates Militär- und Sicherheitsunternehmen (PMC) und Teil der „Antiterror-Unternehmensfamilie“ Antiterror-Orel bzw. seinem Nachfolgeunternehmen Moran Security Group. Dem Unternehmen werden besonders enge Beziehungen zum russischen Verteidigungsministerium nachgesagt. Es trat 2008 erstmals als Zusammenschluss mehrerer kleinerer Gruppierungen in Erscheinung. Initiiert soll die Gründung von Veteranen mit Erfahrung in Auslandseinsätzen aus dem Auslandsgeheimdienst SWR, der russischen Luftlandetruppen und Einheiten des russischen Innenministeriums worden sein.
Die Finanzierung der Truppe soll durch Gazprom und den Oligarchen Oleg Deripaska erfolgen. Redut-Einheiten kämpfen wie andere Söldnertruppen an der Seite der regulären russischen Streitkräfte seit Invasionsbeginn in der Ukraine und erlitten dabei laut ARD-Recherchen schwere Verluste.

## Einsätze
Es bestehen Hinweise darauf, dass die Organisation im Kaukasuskrieg 2008 Militärberater und Ausbilder für abchasische Einheiten stellte. Später kam sie im Irak, in Syrien, Somalia, karibischen Ländern, im ehemaligen Jugoslawien sowie in Afghanistan und Indonesien zum Einsatz.
Im russischen Überfall auf die Ukraine kämpfen Söldner von Redut für Russland.

## Geschichte
Redut gibt es seit 2008. Hauptsitz ist in Kubinka bei Moskau. Nach Einschätzung norwegischer Forscher des Forsvarets forskningsinstitutt – FFI (Norwegian Defence Research Establishment) ging Redut-Antiterror aus dem um 2003 von Angehörigen russischer Spezialeinheiten gegründeten PMSC Antiterror-Orel hervor. Die Entstehung geht auf eine Initiative von Veteranen des Auslandsnachrichtendienstes Sluschba wneschnei raswedki, der russischen Luftlandetruppen, des Militärnachrichtendienstes GRU und der Truppen des russischen Innenministeriums zurück. Laut The Insider soll der damalige stellvertretende Chef des GRU, Wladimir Alexejew, die Gründung angekurbelt haben. Es handelt sich um ein Partner- oder Zweigunternehmen
des Antiterror-Orel-Abkömmlings Tiger Top Rent Security und rekrutiert sich überwiegend aus Angehörigen der russischen 45. Garde-Spezialaufklärungsbrigade.  Es soll über besonders enge Kontakte zum russischen Verteidigungsministerium verfügen. Kräfte des Unternehmens wurden im ehemaligen Jugoslawien, im Kaukasus, im Irak und in Afghanistan eingesetzt. Zu seinen Dienstleistungen gehört der Einsatz von Scharfschützen und Pionieren. Das Personal wurde zum Schutz von Konvois, Militäreinrichtungen, Personal von Ölförderanlagen und russischen Diplomaten im Libanon, in Palästina und Afghanistan eingesetzt. Zu den Schutzobjekten gehörten Anlagen der Firma Stroitransgas des Oligarchen Gennadi Timtschenko. Um sich im Umfeld des Irak etablieren zu können, erhielt das Unternehmen direkte Unterstützung des FSB.
Nach Angaben des Recherchenetzwerks IStories begann das russische Verteidigungsministerium im Jahr 2023 mit der Rekrutierung von Frauen für Kampfeinsätze in der Ukraine. Die Frauen würden für die dem Ministerium unterstehenden Söldnerorganisation Redut angeworben.

## Geldgeber
Geldgeber des Unternehmens soll laut Informationen der vom russischen Dissidenten Wladimir Osetschkin gegründeten Website Gulagu.net, die sich auf einen unter Tarnnamen aussagenden stellvertretenden Kommandeur von Redut beruft, Oleg Deripaska sein.